# Barbatula
A Barbatula a sugarasúszójú halak (Actinopterygii) osztályának a pontyalakúak (Cypriniformes) rendjébe, ezen belül a Nemacheilidae családjába tartozó nem.
Korábban a kövicsíkfélék (Balitoridae) családjába sorolták, azonban az újabb kutatásoknak és rendszertani átrendezéseknek köszönhetően, ezt a halnemet áthelyezték a Nemacheilidae halcsaládba.

## Rendszerezésük
A nembe az alábbi 15 faj tartozik:
- Barbatula altayensis Zhu, 1992
- kövi csík (Barbatula barbatula) (Linnaeus, 1758)
- Barbatula bergamensis Erk' Akan, Nalbant & Özeren, 2007
- Barbatula compressirostris (Warpachowski, 1897)
- Barbatula dgebuadzei (Prokofiev, 2003)
- Barbatula farsica (Nalbant & Bianco, 1998)
- Barbatula gibba Cao, Causse & Zhang, 2012
- Barbatula golubtsovi (Prokofiev, 2003)
- Barbatula nuda (Bleeker, 1864)
- Barbatula potaninorum (Prokofiev, 2007)
- Barbatula sawadai (Prokofiev, 2007)
- Barbatula sturanyi (Steindachner, 1892)
- Barbatula toni (Dybowski, 1869)
- Barbatula zetensis (Soric, 2000)
- Barbatula quignardi (Bacescu-Me?ter, 1967)